# Fournival
Fournival ist eine französische Gemeinde mit 521 Einwohnern (Stand: 1. Januar 2022) im Département Oise in der Region Hauts-de-France (vor 2016 Picardie). Sie liegt im Arrondissement Clermont und ist Teil der Communauté de communes du Plateau Picard und des Kantons Saint-Just-en-Chaussée. 

## Geographie
Fournival liegt etwa 30 Kilometer ostnordöstlich von Beauvais. Umgeben wird Fournival von den Nachbargemeinden Le Mesnil-sur-Bulles im Norden und Nordwesten, Saint-Remy-en-l’Eau im Osten, Avrechy im Südosten, Étouy im Süden sowie Bulles im Westen.

## Einwohner
| 1962                      | 1968 | 1975 | 1982 | 1990 | 1999 | 2006 | 2013 |
| ------------------------- | ---- | ---- | ---- | ---- | ---- | ---- | ---- |
| 306                       | 280  | 263  | 289  | 478  | 501  | 485  | 495  |
| Quelle: Cassini und INSEE |      |      |      |      |      |      |      |

## Sehenswürdigkeiten
- Kirche Notre-Dame aus dem 18. Jahrhundert (siehe auch: Liste der Monuments historiques in Fournival)

## Persönlichkeiten
- Richard de Fournival (1201–1260), Mediziner, Alchimist, Dichter, Gelehrter